# 李成俊
李成俊，GML，GLM（1926年—2015年12月30日），男，祖籍广东新会，生于澳门，中国报刊活动家。曾任廣東省第七屆人大代表，全國第八、九屆政協委員，第九屆全國人大代表，澳門基本法起草委員會委員，澳門特區籌委會委員，第一、二屆全國人大常委會澳門基本法委員會副主任。

## 生平
李成俊先生生於1926年，祖籍廣東新會。年輕時參加過廣東人民抗日游擊隊珠江縱隊，最初在游擊隊駐澳辦事處工作，後隨部隊轉到東江縱隊，任路西（廣九鐵路以西）督導處《新大衆報》採編。抗戰勝利後返澳，曾開辦書店，銷售愛國報刋。由於遭當局干擾，約半年結束。曾先後任星光書店和中國文教用品公司經理。1958年與友人創辦《澳門日報》，歷任經理、副總編輯、總編輯、社長等職位。
2015年12月30日上午8時半於山頂醫院逝世，享年89歲。2016年1月8日於鏡湖殯儀館設靈，翌日出殯。

## 作品
著有《澳門文學論集》、《澳門基本法文獻集》、《今日印度》及其增訂本、《林則徐與澳門》、《海天 · 歲月 · 人生》、《待旦集》、《夜未央樓隨筆》、《歲月如詩》等。

## 社会兼职
李成俊先生任《澳門日報》董事長、澳門文化傳媒集團董事長、永樂戲院董事長、澳門文化廣場（書店）董事長、中國文學藝術界聯合會榮譽委員、中國作家協會會員、中國新聞社理事、澳門新聞工作者協會名譽會長、澳門筆會名譽會長、澳門日報讀者公益基金會名譽會長、澳門出版協會名譽會長、廣州仲凱農業工程學院董事、澳門濠江中學名譽董事長、澳門培道中學副董事長、澳門廣大中學教育協進會理事。

## 荣誉
2002年獲澳門特區政府頒授金蓮花勳章，2009年獲大蓮花榮譽勳章，2011年11月獲澳門大學頒授榮譽人文學博士學位。

## 贡献
李成俊先生愛國愛澳，畢生致力推動澳門愛國新聞、文化、教育、慈善公益事業，積極參與澳門基本法起草、籌組特區成立等公共事務，傾注心血，為澳門順利回歸、特區繁榮穩定作出重大貢獻。他是成功的新聞工作者、出色的社會活動家，是澳門記協、澳門筆會的創辦人之一，於政界、新聞界、文化界、社會服務界具重要影響力。先生學識淵博，睿智大度，交情遍及大江南北。
李成俊董事長作為《澳門日報》創辦人之一，領導報社克服困難、開拓前進。畢生堅持《澳門日報》姓“澳”、“澳報澳辦”方針，竭力服務社會。倡議成立澳門日報讀者公益基金會，並推動發起公益金百萬行。
李成俊先生遺孀錢明女士是澳門婦女聯合總會創辦人之一，現任婦聯名譽會長、頤康協會創會會長、婦聯學校校董、婦聯學校校友會顧問，於推動澳門婦女及教育事業貢獻良多。

## 資料來源
1. 1 2 3  . 澳廣視新聞. 2015年12月30日  [2015年12月31日]. （原始内容存档于2016年3月5日）.（繁體中文）
2. 1 2  . 澳門日報A3版. 2015年12月31日. （繁體中文）